# Grub an der March
Grub an der March ist eine Ortschaft und eine Katastralgemeinde der Gemeinde Angern an der March im Bezirk Gänserndorf in Niederösterreich.

## Geografie
Das Dorf befindet sich nördlich von Angern an der rechten Seite der Marchauen und erstreckt sich in die Flanke des Waldgebietes Hirschensprung. Von der Bernstein Straße führt die Landesstraße L3028 durch den Ort.

## Siedlungsentwicklung
Zum Jahreswechsel 1979/1980 befanden sich in der Katastralgemeinde Grub an der March insgesamt 221 Bauflächen mit 68.273 m² und 115 Gärten auf 66.354 m², 1989/1990 gab es 218 Bauflächen, wobei 222 Gebäude bestanden. 1999/2000 war die Zahl der Bauflächen auf 538 angewachsen und 2009/2010 bestanden 230 Gebäude auf 580 Bauflächen.

## Geschichte
Laut Adressbuch von Österreich waren im Jahr 1938 in der Ortsgemeinde Grub an der March ein Anstreicher, ein Bäcker, ein Baumeister, ein Binder, ein Fleischer, ein Friseur, eine Gastwirtin, ein Gemischtwarenhändler, ein Schlosser, zwei Schneiderinnen, ein Tischler und  ein Wagner ansässig. Etwas außerhalb des Ortes gab es eine Ziegelei.

## Öffentliche Einrichtungen
In Grub gibt es einen Kindergarten.
Und ein Museum.

## Bodennutzung
Die Katastralgemeinde ist landwirtschaftlich geprägt. 200 Hektar wurden zum Jahreswechsel 1979/1980 landwirtschaftlich genutzt, auf 31 Hektar wurde Weinbau betrieben und 47 Hektar waren forstwirtschaftlich geführte Waldflächen. 1999/2000 wurde auf 185 Hektar Landwirtschaft betrieben, auf 36 Hektar waren Weinstöcke ausgebaut und 47 Hektar waren als forstwirtschaftlich genutzte Flächen ausgewiesen. Ende 2018 waren 164 Hektar als landwirtschaftliche Flächen genutzt, Wein war auf 21 Hektar ausgesteckt und Forstwirtschaft wurde auf 55 Hektar betrieben. Die durchschnittliche Bodenklimazahl von Grub an der March beträgt 55,6 (Stand 2010).